# Bombardements de Donetsk en 2022
Les bombardements de Donetsk en 2022 sont une série d'attaques contre des infrastructures civiles et militaires dans le centre de la ville de Donetsk en Ukraine.
Invasion de l'Ukraine par la Russie de 2022
Guerre du Donbass
Batailles
Offensive de Kiev (Jytomyr, Kiev) : 
- 1re Hostomel
- Tchernobyl
- Ivankiv
- Kiev
- 2e Hostomel
- Vassylkiv
- Boutcha
- Irpin
  - Bombardement de réfugiés
- Jytomyr
- Mochtchoun
- Makariv
- Brovary

Offensive du Nord (Tchernihiv, Soumy) :
- Hloukhiv
- Slavoutytch
- Bombardements
- Soumy
- Trostianets
- Tchernihiv
- Okhtyrka
- Lebedyn
- Konotop
- Romny
- Desna
- Escarmouches frontalières

Russie  (Briansk, Belgorod) :
- Incursions en Russie occidentale
  - Oblast de Briansk
  - Oblasts de Belgorod et de Koursk
    - Incursions de 2024

  - Bombardement de Belgorod
- Oblast de Koursk (août 2024)

Campagne de l'Est (Donetsk, Louhansk, Kharkiv)
Kharkiv :
- 1re Kharkiv
  - Tchouhouïv
  - Bombardements : en février
  - en mars
  - en avril
  - du bâtiment administratif
- Izioum
- 2e Kharkiv
  - Balaklia
  - 1re Koupiansk
  - Chevtchenkove
- 3e Kharkiv

Nord du Donbass:
- Starobilsk
- Sloviansk
  - Dovhenke
  - 1re Lyman
  - Sviatohirsk
  - Bohorodychne et Krasnopillia
  - Bombardements : Bilohorivka
  - Kramatorsk
- Sievierodonetsk
  - Kreminna
  - Donets
  - Roubijné
  - Popasna
  - Tochkivka
  - Massacre
- Lyssytchansk
- 2e Kharkiv
  - Balaklia
  - 1re Koupiansk
  - Chevtchenkove
  - 2e Lyman
- Oblast de Louhansk
  - Ligne Svatove-Kreminna
  - Serebryansky
  - 2e Koupiansk

 Centre du Donbass:
- Horlivka
- Popasna
- Svitlodarsk
- Bakhmout
  - Soledar
- Siversk
- Tchassiv Iar
- Toretsk

Sud du Donbass :
- Volnovakha
- Marioupol
  - Bombardements : de l'hôpital
  - du théâtre
  - de l'école d'art
- Pisky
- Vouhledar
  - Pavlivka
- Marïnka
- Contre-offensive de 2023
- Avdiïvka
- Novomykhaïlivka
- Pokrovsk
  - Krasnohorivka
  - Toretsk
- Bombardements :
- Makiïvka
- Donetsk

Campagne du Sud (Mykolaïv, Kherson, Zaporijjia)
- 1re Kherson
- Odessa
- Melitopol
- Mykolaïv
  - Bombardements : à fragmentation
  - du bâtiment administratif
- 1re Berdiansk
- Zaporijjia
- Tchornobaïvka
- Enerhodar
- Voznessensk
- Houliaïpole
- Davydiv Brid
- 2e Berdiansk
- Nova Kakhovka
- 2e Kherson
  - Doudtchany
- Dniepr
- Tchoulakivka
- Contre-offensive de 2023
  - Robotyne

Frappes aériennes dans l'Ouest et le Centre de l'Ukraine
- Lviv (02/2022)
- Vinnytsia (03/2022)
- Yavoriv (03/2022)
- Deliatyne (03/2022)
- Dnipro

Guerre navale
- Île des Serpents (02/2022)
- Moskva (04/2022)

Attaques en Crimée
- Novofedorivka (08/2022)
- Djankoï (08/2022)
- Pont de Crimée (10/2022)
- Base navale de Sébastopol (10/2022)
- Pont de Crimée (07/2023)
- Base navale de Sébastopol (09/2023)

Débordement
- Aéroport de Millerovo
- Sabotages en Russie
- Attaques en Transnistrie
- Sabotage des gazoducs Nord Stream
- Terrain d'entraînement militaire de Soloti
- Explosions en Pologne
- Bases aériennes de Dyagilevo et Engels-2
- Base aérienne de Minsk-Matchoulichtchi
- Crise russo-moldave de 2023
  - Accusations de tentative de coup d'État en Moldavie
- Incident de drone de 2023 en mer Noire
- Rébellion du groupe Wagner

Massacres
- Tchernihiv
- Boutcha
- Borodianka
- Olenivka
- Izioum

## 14 mars
Le bombardement du 14 mars est une attaque contre des infrastructures civiles dans le centre de Donetsk, Ukraine, qui, selon la république populaire de Donetsk, a été menée par les forces ukrainiennes. L'attaque s'est produite vers 11 h 31 heure locale le 14 mars 2022 lors de l'invasion russe de l'Ukraine en 2022, ciblant la rue Universitetskaïa et la rue Artioma dans le centre de Donetsk. Les informations préliminaires fournies par les responsables de la DPR indiquent que l'attaque a fait 20 morts et 9 blessés parmi les civils. Plus tard, le bilan s'établit à 23 morts et 28 blessés.
Les autorités ukrainiennes ont blâmé la Russie pour l'attaque, indiquant qu'il s'agissait d'une attaque sous faux drapeau organisée pour couvrir la mort de civils par les forces russes à Kharkiv, Irpin et Mykolaïv. L'explosion semble s'être produite à partir d'un objet stationnaire, comme une voiture piégée, en raison du schéma de l'explosion et du manque de débris de missiles.
Cependant, les autorités de la république populaire de Donetsk rebelle ont déclaré que l'attaque avait été lancée par le système de missile tactique Tochka-U utilisé par les forces ukrainiennes, qui a été abattu par les forces armées de la RPD.
S'appuyant sur des analyses des quelques images disponibles et des témoignages, Ruslan Leviev, le fondateur de la Conflict Intelligence Team, un organisme d'enquête indépendant sur les actions des troupes russes qui coopère avec les principaux media internationaux, a déclaré à la télévision ukrainienne que les images de l'épave du missile montreraient qu'il n'aurait pas été abattu en vol, et que le missile aurait été tiré depuis « le territoire contrôlé par les forces russes et les forces séparatistes […] au sud-est [de Donetsk] sur l’ensemble des 120 km – la portée de frappe de Tochka-U. Il n’y a pas de forces ukrainiennes là-bas. En conséquence, un missile ukrainien ne pourrait pas arriver de là ». Il évoque également la possibilité que ce tir de missile soit une provocation russe et séparatiste sous faux drapeau.
L'agence Reuters déclare ne pas avoir pu vérifier la cause de cet événement.

## 13 juin
Le 13 juin, l'agence de presse séparatiste Donetsk News rapporte des frappes sur des infrastructures civiles de la ville Donetsk à l'aide d'obus de 155 mm. Les frappes auraient ciblé la marché de Maisky ainsi qu'une maternité située non loin. Selon les agences de presse russes, cinq personnes dont un enfant sont mortes pendant le bombardement et 22 autres personnes auraient été blessées. La RPD accuse les forces ukrainiennes d'être responsable de l'attaque, ces derniers n'ont pas encore répondu à ce jour,,,[réf. non conforme].

## 18 juin
Dans la matinée du 18 juin 2022, les autorités séparatistes et russes annoncent que la ville de Donetsk a été bombardé par environ 200 obus de 155 mm. Les Russes dénombrent 5 morts et 12 blessés, un cinéma et un café du centre-ville aurait été touchés,,,[réf. non conforme].

## 27 juillet
Dans la nuit du 27 juillet, plusieurs milliers de mines antipersonnelles PFM-1 sont larguées au-dessus de Donetsk à l'aide de roquettes tirées depuis un BM-27. Une roquette de BM-27 peut disperser jusqu'à 312 mines et un BM-27 peut tirer jusqu'à 16 roquettes à la fois, ce qui représente potentiellement 5 000 mines par véhicule et par salve,,. Les deux côtés s'accusent mutuellement d'être responsable du bombardement, l'utilisation de cette munition est interdite par le traité d’Ottawa (jamais signé par la Russie, l'Ukraine a annoncé ne plus respecter ce traité depuis 2016).

## 24 août
Le 24 août, le centre commercial « Galaxie » situé rue Shutova au sud de la ville de Donetsk est bombardé. Un incendie se déclare à la suite du bombardement, celui s’étend sur environ 500 m2. Les deux parties s'accusent mutuellement de cette attaque,,. Selon les autorités de la RPD il n'y aurait pas eu de victimes.

## 19 septembre
Le 19 septembre 2022, un bombardement touche la "place des commissaires de Bakou" dans l'ouest de Donetsk, 13 civils sont morts dans l'attaque selon le maire de la ville. Selon lui, les Ukrainiens ont tirés 9 obus de 155 mm depuis le village de Netaïlové,.

## 22 septembre
Dans la matinée du 22 septembre 2022, un marché couvert est bombardé dans le centre de Donetsk, un mini bus a également été touché lors de la frappe. Cette attaque a provoqué la mort de 6 personnes et blessé 6 personnes. Ce bombardement a eu lieu la veille du référendum de rattachement de la république populaire de Donetsk à la Russie, les pro russes accusent les Ukrainiens d'être responsable, ces derniers n'ont pas démenti,.

## 15 décembre
A 7 h du matin, le centre-ville de Donetsk aurait été frappé par 40 roquettes de 122 mm qui auraient fait un mort et 9 blessés parmi les civils, selon Alexeï Koulemzine, le chef de l’administration pro-russe de Donetsk.